# Matar a un muerto
Matar a un muerto es una película paraguaya del 2019 dirigida por Hugo Giménez. Fue seleccionada como la entrada paraguaya para la categoría de Mejor Película Internacional de la 93.ª edición de los Premios Óscar, pero no fue nominado.

## Trama
Durante la dictadura en Paraguay en la década de 1970, dos hombres quiénes en secreto entierran a los muertos, se da cuenta de que uno de los cadáveres está todavía vivo.

## Reparto
- Ever Enciso
- Aníbal Ortiz
- Silvio Rodas
- Jorge Román